# Municipio de Cosalá
El municipio de Cosalá es uno de los 20 municipios en que se divide el estado mexicano de Sinaloa. Localizado en el centro-este del estado y en las estribaciones de la Sierra Madre Occidental; su cabecera es la población de Cosalá.
El municipio de Cosalá, se ubica en el extremo sur-oriental de la porción media del estado de Sinaloa, su cabecera se encuentra a 80 metros sobre el nivel del mar. 
Cosalá tiene una extensión territorial de 2,164.08 kilómetros cuadrados representando el 3.77 % de la superficie estatal y ocupa el decimoprimer lugar en la escala por municipios.
Sus principales actividades son la minería y el comercio.

## Geografía
Limita al norte con el municipio de Culiacán y el estado de Durango; al sur, con los municipios de San Ignacio y Elota; al oriente, con Durango y San Ignacio, y al poniente, con Culiacán y Elota. La cabecera municipal está a una distancia aproximada a la capital del estado de Sinaloa de 164 kilómetros.
Orografía
Este municipio presenta una forma muy accidentada en su configuración orográfica, derivada de las ramificaciones de la Sierra Madre Occidental. En el extremo norte, la Sierra de La Lajita con irregulares configuraciones topográficas, registra elevaciones entre 150 y 888 metros sobre el nivel del mar. En el extremo noroccidental, la Sierra del Limoncito, originada por la prolongación occidental de la sierra de la lajita, alcanza elevaciones de 150 a 946 metros sobre el nivel del mar. En el extremo occidental, la Sierra de Tacuichamona se prolonga al noroeste y tiene elevaciones que varían entre 150 y 1,474 metros sobre el nivel del mar. A su vez la Sierra de Batamontes ubicada en la porción media registra alturas de 350 a 1,092 metros de altitud; la Sierra de Bomoa al suroccidente de 250 a 899 metros sobre el nivel del mar, y la Sierra de Las Ventanas en el sureste tiene altitudes que fluctúan entre 300 y 2 mil 292 metros sobre el nivel del mar.
Hidrografía
El municipio de Cosalá es cruzado por dos ríos: el río San Lorenzo y el río Elota. El río Elota cuenta con una longitud de 120 kilómetros y nace en el estado de Durango; y atraviesa al municipio de Cosalá y Elota para ir a desembocar al Océano Pacífico; su cuenca es de 1 mil 884 kilómetros cuadrados y su escurrimiento anual de 444 millones de metros cúbicos. Sus afluentes más importantes son los arroyos de Conitaca, Guajino, Chirimole y de Guadalupe de los Reyes, además del río de Las Habitas que desemboca en él, en la porción sur del municipio. El río San Lorenzo nace en el estado de Durango como río de los Remedios, atraviesa el municipio de Cosalá y se interna en el municipio de Culiacán para desembocar en el Océano Pacífico. Su cuenca de captación pluvial tiene una superficie de 8 mil 919 kilómetros cuadrados hasta la estación de Santa Cruz de Alayá, registrando un escurrimiento medio anual de 1 mil 572 millones de metros cúbicos. Sus principales afluentes son los arroyos de Agua Caliente, Mezcaltitán, Santa Ana, Tecolotes y San José de las Bocas. Para aprovechar esta importante corriente hidrológica se dispone de la presa "José López Portillo" (Comedero), la cual tiene una capacidad total de 3 mil 399 millones de metros cúbicos, siendo la cuarta en tamaño del estado.
Clima
El clima del municipio es tropical lluvioso con una temporada de sequía marcada. La temperatura anual es de 24.3 °C y la precipitación media anual es de 923.5 mm, con esta se beneficia a pequeñas fracciones de terreno colindantes con el Valle de San Lorenzo, como es el caso de Santa Cruz de Alayá. Los vientos dominantes están orientados hacia el norte con una velocidad de 2 metros por segundo.
Flora
El municipio es rico en arbustos y plantas oleaginosas determinado esto por su cercanía a la Sierra Madre y sus ramificaciones. Contando con una gran variedad entre los cuales están: Palo blanco, cedro, encino, cardón, amapa, pino, zalate, brasil, apomo, sabino, higuera, mauto, bambú, tepehuaje, entre otros. Todo lo cual conjunta un panorama digno de verse en tiempo de lluvias. 
Fauna
Cosalá es rico en la variedad de su fauna, por lo que uno de sus atractivos es el deporte de la cacería. Entre los animales que predominan están el conejo y la liebre. También existe el venado el cual se aprovecha como parte importante de la alimentación, utilizándose además su cuero para adornos. Otros animales son: el tlacuache, el zorrillo, armadillo, godorniz, paloma, gato montés, tejón, tecolote, coyote, urracas, cuervos y zorros.
Recursos Naturales
La minería, es uno de los sectores productivos de gran importancia en el municipio. En Cosalá, se mantiene el ritmo aproximado de 180 toneladas diarias de beneficio de minerales de oro, plata y cobre. Otro recurso natural con que cuenta este municipio es la madera preciosa como el cedro.
Características y Uso del Suelo
La mayor parte del municipio está constituida por suelo de tipo podzólico, este suelo se caracteriza por que la parte superior es de calor blanquizco, con una cubierta superior de detritos orgánicos y helechos de color café que reposa sobre el material base. Ese suelo es de escasa utilidad agrícola debido a la topografía muy irregular que existe en estas regiones, por lo que su única utilidad es para bosques y pasturas. En la porción media y norte del municipio existen pequeñas zonas de lomeríos y valles, en los cuales hay suelos latéricos ectodinamórficos y zonas propias del clima tropical con alternativa de humedad y sequía que se da en esta zona. Se presentan en pequeños mosaicos en sus dos tipos que son : suelos rojos y amarillos, siendo resultado de una intemperización menos enérgica. Pueden ser suelos rojos o migajas amarillas. Los primeros son de color rojo, están forrados por arcillas de buen drenaje, intemperismo menos avanzado, están constituidos por arcilla de buena plasticidad de tipo silícico, color rojo y moteado de color amarillo.

## Demografía
De acuerdo al Censo de Población y Vivienda realizado en 2010 por el Instituto Nacional de Estadística y Geografía, el municipio de Cosalá tiene una totalidad de 16 697 habitantes.

### Localidades
Las 10 más pobladas en 2010 de acuerdo con el censo de INEGI son las que a continuación se enlistan:
| Localidad               | Población |
| Total Municipio         | 16,697    |
| Cosalá                  | 6,577     |
| El Rodeo                | 500       |
| La Llama                | 408       |
| San Miguel de las Mesas | 386       |
| Cholula                 | 377       |
| Chapala                 | 316       |
| Las Higueras de Padilla | 306       |
| La Estancia             | 299       |
| El Ranchito             | 282       |
| Bacata                  | 275       |

## Política

### Subdivisión política
El municipio de Cosalá se divide en 5 sindicaturas:
- Cosalá: La cabecera municipal cuenta con una población aproximada de 6 mil 577 habitantes. Sus principales actividades son la minería y el comercio. Tiene una distancia aproximada a la capital del estado de 164 kilómetros.
- Guadalupe de los Reyes: Cabecera de la sindicatura del mismo nombre. Ubicada a 35 kilómetros, aproximadamente de la cabecera municipal. En sus inicios fue distrito minero. Guarda restos arquitectónicos dignos de admirarse. En la actualidad cuenta con una población aproximada de 131 habitantes. Sus actividades principales son: agricultura y ganadería.
- La Ilama: Cabecera de la sindicatura del mismo nombre. La pesca, agricultura y ganadería son las principales actividades de esa comunidad. Tiene una población aproximada de 493 habitantes. De la cabecera  municipal se encuentra ubicada a 42.5 km aproximadamente.
- San José de las Bocas: Cabecera de la sindicatura del mismo nombre. La pesca, agricultura y ganadería son las principales actividades. Se encuentra ubicada a 20.5 km de la cabecera municipal. En sus inicios fue distrito minero. Cuenta con una población de 174 habitantes.
- Santa Cruz de Alayá: Cabecera de la sindicatura del mismo nombre, cuenta con 276 pobladores. Las actividades que se desempeñan son: agricultura y ganadería. De la cabecera municipal se encuentra ubicada a 130 kilómetros aproximadamente.

### Presidentes municipales
- (1914):Hugo Armenta
- (1915 - 1916):Paulino Domínguez
- (1916):Gumersindo Camberos
- (1917):J. Manuel Alarid
- (1918):Juan Otañez
- (1920):Francisco Zayas (suplente)
- (1920):Manuel Conde
- (1921):Juan B. Franco
- (1922):Manuel Valdéz
- (1923 - 1924):Waldo Gámez
- (1925):F. Gutiérrez
- (1926):Antonio C. Zazueta
- (1927):F. Gutiérrez
- (1928 - 1929):Felipe J. Iriarte
- (1930):José Favela
- (1931 - 1932):Daniel C. Bayardo
- (1933):Raymundo Aragón
- (1934):Rafael Bracamontes (suplente)
- (1935 - 1936):Miguel Retamoza
- (1937 - 1938):José Félix
- (1939 - 1941):Juan José Hernández
- (1942):Angel Aragón S.
- (1943 - 1944):Enrique Valdéz
- (1945 - 1947):Adalberto Conde
- (1948 - 1949):Francisco Navarro
- (1949 - 1950):Esteban Burgueño (suplente)
- (1951 - 1954):Roberto D. Urrea
- (1955 - 1956):Fidencio Félix
- (1957 - 1959):Antonio Ochoa Ibarra
- (1960 - 1962):Jesús Jacobo Hernández
- (1962):Francisco Navarro
- (1962 - 1963):J. Fidel Aragón S.
- (1963 - 1965):Juan José Hernández
- (1966 - 1968):Alejandra Retamoza
- (1969 - 1971):David Jacobo Hernández
- (1972 - 1974):Gontrán Rodríguez Félix
- (1975 - 1977):Octavio Aragón Hernández
- (1978 - 1980):Rafael Hernández Félix
- (1981 - 1983):Fidencio Contreras B.
- (1984 - 1985):Saúl Barraza Sámano
- (1985):Máximo Silvas Verdugo (suplente)
- (1985 - 1986):Jesús Jacobo Hernández
- (1987 - 1989):Jorge G. Félix Rodríguez
- (1990 - 1992):Cenobio Aguirre Pérez
- (1993 - 1995):Martín Alonso Heredia L.
- (1996 - 1998):Jesús Carrillo Arredondo
- (1999 - 2001):Jesús Hernando Verdugo Sicarios
- (2002 - 2004):Rafael Sánchez Molina
- (2005 - 2007):Francisca Elena Corrales Corrales
- (2007 - 2010):Juan José Martínez Mendóza
- (2010 - 2013):Mario Cuauhtémoc Padilla Barraza
- (2014 - 2016):Samuel Lizárraga Valverde
- (2016-2018): Carla Ursula Corrales Corrales
- (2018-2021): Griselda Quintana García